# Continental, un film sans fusil
Pour plus de détails, voir Fiche technique et Distribution.
Continental, un film sans fusil est un film québécois réalisé par Stéphane Lafleur, sorti en 2007. Le film est gagnant de quatre prix Jutra dont meilleur film, meilleure réalisation et meilleur scénario. 

## Synopsis
Un homme se réveille dans un autobus. Il est seul à bord. Il fait nuit. Il descend. Il n'y a personne autour. L'autobus est arrêté en bordure d'un champ de maïs. De chaque côté, la route est avalée par la noirceur. Des bruits lui parviennent du champ de maïs. Des bruits de la nuit. Après un long moment d'hésitation, l'homme décide d'y pénétrer, disparaissant dans l'obscurité.
Le film met en scène quatre personnages dont la rencontre imminente découlera de cette disparition. Lucette, la femme de cet homme qui vit dans l'attente de son retour. Louis, un jeune père de famille qui traverse à distance un passage trouble dans sa relation de couple. Chantal, une réceptionniste d'un hôtel qui rêve d'une vie à deux. Marcel, un ancien joueur compulsif confronté aux aléas de la vieillesse. Racontés parallèlement, leurs histoires faites de petits drames plus grand que nature finissent par se croiser et se répondre mutuellement.

## Fiche technique
- Titre original : Continental, un film sans fusil
- Titre anglais : Continental, a Film Without Guns
- Réalisation : Stéphane Lafleur
- Scénario : Stéphane Lafleur, Valérie Beaugrand-Champagne (consultante à la scénarisation)
- Musique : Hugo Lavoie et Stéphane Lafleur
- Conception visuelle : André-Line Beauparlant
- Costumes : Sophie Lefebvre
- Maquillage : Djina Caron (en)
- Coiffure : Ghislaine Sant
- Photographie : Sara Mishara
- Son : Pierre Bertrand, Sylvain Bellemare, Bernard Gariépy Strobl
- Montage : Sophie Leblond
- Production : Luc Déry et Kim McCraw
- Société de production : micro_scope
- Sociétés de distribution : Christal Films, Les Films Séville
- Budget : 2,2 millions $ CA[1]
- Pays d'origine :  Canada
- Langue originale : français
- Format : couleur - 1,85:1 - Dolby Digital - 35mm
- Genre : comédie dramatique
- Durée : 103 minutes
- Dates de sortie :
  - Italie : 31 août 2007 (première mondiale lors de la 64e édition de la Mostra de Venise)
  - Canada : 10 septembre 2007 (première canadienne au Festival international du film de Toronto)
  - Belgique : octobre 2007 (Festival international du film francophone de Namur)
  - Canada : 9 novembre 2007 (sortie en salle au Québec)
  - Grèce : 20 novembre 2007 (Festival international du film de Thessalonique)
  - États-Unis : janvier 2008 (Festival international du film de Palm Springs)
  - Pays-Bas : 22 janvier 2008 (Festival international du film de Rotterdam)
  - Suède : 31 janvier 2008 (Festival international du film de Göteborg)
  - Canada : 22 avril 2008 (DVD)
- Classification :
  - Québec : Visa général[2]

## Distribution
- Marie-Ginette Guay : Lucette Simoneau
- Gilbert Sicotte : Marcel Beaudoin
- Fanny Mallette : Chantal Lefebvre
- Réal Bossé : Louis Girard
- Marie Brassard : Diane
- Denis Houle : Denis
- Pauline Martin : Nicole
- Gary Boudreault : policier
- Dominique Quesnel : la femme de chambre
- Daniel Desputeau : le dentiste
- Robert Reynaert : Paul Simoneau
- Marika Lhoumeau : la jeune mère
- Jocelyne Zucco : la conseillère financière
- Bonfield Marcoux : le directeur des ressources humaines
- Madeleine Péloquin : la caissière de la pharmacie
- Gilles Lalonde : client
- Carmen Sylvestre : cliente
- Claude Paiement : client
- Roger Beaulne : le curé

## Distinctions

### Récompenses
- Festival international du film de Toronto 2007 : meilleur premier film canadien : Stéphane Lafleur
- Festival international du film francophone de Namur 2007 : Bayard d'or du meilleur film[3]
- Festival du film de Whistler (en) 2007 : prix Borsos (en) du meilleur film canadien[4]
- Prix Jutra 2008 :
  - meilleur film
  - meilleure réalisation : Stéphane Lafleur
  - meilleur scénario : Stéphane Lafleur
  - meilleur acteur de soutien : Réal Bossé

### Nominations
- Prix Jutra 2008 : 
  - meilleure direction artistique : André-Line Beauparlant
  - meilleure direction de photographie : Sara Mishara
  - meilleur montage : Sophie Leblond
  - meilleur son : Pierre Bertrand, Sylvain Bellemare et Bernard Gariépy Strobl

## Accueil
Aux prix Jutra, Continental a gagné le Jutra du meilleur film contre L'Âge des ténèbres, La Brunante et Les 3 P'tits Cochons.

## Box-office
Lors de sa sortie en salle en novembre 2007, le film a amassé 140 221 $.